# Zisterzienserinnenabtei La Virginité
Die Zisterzienserinnenabtei La Virginité war von 1220 bis 1791 ein Kloster der Zisterzienserinnen in Les Roches-l’Évêque, Kanton Montoire-sur-le-Loir, Département Loir-et-Cher, in Frankreich.

## Geschichte
Graf Johann IV. von Vendôme stiftete 1220 zusammen mit seiner Gemahlin zehn Kilometer westlich Vendôme unweit des Loir das Zisterzienserinnenkloster La Virginité (lateinisch: Virginitas, „Jungfräulichkeit“), das dem Kloster L’Aumône unterstellt wurde. 1791 wurde das Kloster durch die Französische Revolution geschlossen, später verkauft und abgebaut. Es sind nahezu keine Reste vorhanden. Das bemerkenswerte Chorgestühl aus dem 15. Jahrhundert befindet sich in der Kirche von Sougé, die Orgel in der Kirche Saint-Laurent von Montoire-sur-le-Loir. Es erinnern keine Straßen- oder Flurnamen an das Kloster.